# ブルーバック亜科
ブルーバック亜科（ブルーバックあか、Hippotraginae）は、偶蹄目ウシ科に属する亜科。近年はウシ科のうちウシ亜科を除く構成種をAntelopinaeとまとめる説があり、その説に従えばブルーバック族（ブルーバックぞく、Hippotragini）にあたる。

## 分布
アフリカ大陸、アラビア半島
アラビアオリックスが西アジアに分布していたが野生個体は絶滅し、オマーンなどに再導入。

## 形態
尾は細長く、先端に房状の体毛が伸長する。
脳頭蓋（眼窩より後方の頭骨）が顔面頭蓋（眼窩後端より前の部分）の1/3。雌雄共に直線的やサーベル状、捻じれた角がある。眼下部に臭腺（眼下腺）がない。鼻孔は大型で、体毛で被われず裸出した皮膚の部位（鼻鏡）は狭い。第2・5指趾の蹄（側蹄）が発達する。
乳頭の数は4個。

## 分類
ウシ科をウシ亜科と、Antelopinae（従来の分類におけるウシ亜科を除く全種）の2亜科とする説がある。その説に従う場合は本項の内容はブルーバック族に関するものとなる。
ダマリスクス属・ヌー属・ハーテビースト属・ヒロラ属からなるハーテビースト族Alcelaphini、インパラのみからなるインパラ族Aepycerotini、ウォーターバック属・リードバック属・リーボック属からなるリーボック族Redunciniが本亜科に含まれていたが、分子系統学の見地よりこれらはブルーバック族Hippotraginiとされていた分類群を残し他の亜科に分類し直された。2012年にミトコンドリアDNAのシトクロムbとCOI遺伝子の塩基配列を決定し最大節約法で推定した鯨偶蹄目（出典での学名に従う）を包括した系統解析ではハーテビースト族（前述のように従来の分類ではAlcelaphinaeにあたる）と単系統群を形成し、この2族からなる単系統群はヤギ族Caprini（従来の分類ではヤギ亜科にあたる）と単系統群を形成する。これら3族の単系統性はそれぞれの族から一部の種を解析に含めただけだが、2013年に発表された核DNAとミトコンドリアDNAの9遺伝子の塩基配列を決定し最大節約法・最尤法・ベイズ法で推定した系統推定でも支持されている。
以下の分類・英名はMSW3（Grabb, 2005）を基に、和名は（今泉, 1988）に従う。
- アダックス属 Addax
  - Addax nasomaculatus アダックス Addax
- ブルーバック属 Hippotragus
  - Hippotragus equinus ローンアンテロープ Roan antelope
  - †Hippotragus leucophagus ブルーバック Blaaubok（絶滅種）
  - Hippotragus niger セーブルアンテロープ Sable antelope
- オリックス属 Oryx
  - Oryx beisa ベイサオリックス Beisa
  - Oryx callotis  Fridge-eared oryx（ベイサオリックスの亜種から独立種とする説もある[6]）
  - Oryx dammah シロオリックス Scimitar horned oryx[7]
  - Oryx gazella ゲムズボック Gemsbok
  - Oryx leucoryx アラビアオリックス Arabian oryx[8]

## 人間との関係
娯楽としての狩猟、家畜との競合などにより生息数は減少している種もいる。ブルーバックは1799 - 1800年に乱獲により絶滅した。アラビアオリックスは1972年に野生個体は絶滅し、1980年から飼育下繁殖個体を野生に戻す試みが進められている。シロオリックスは1988年以降は生息報告例がなく野生個体は絶滅したとされ、1997 - 1998年の調査でも生息する証拠が発見されていない。